# Kromatin-immunprecipitáció

ChIP-szekvenálás munkafolyamata

A kromatin-immunprecipitáció (ChIP) immunprecipitációs kísérleti technika, amelyet a fehérjék és a DNS közötti kölcsönhatás vizsgálatára használnak. Célja annak meghatározása, hogy specifikus fehérjék kapcsolódnak-e specifikus genomi régiókhoz, például transzkripciós faktorok promoterekhez vagy más DNS-kötő helyekhez való kötődésének/nem-kötődésének megállapítása, és lehetőséget ad a cisztrómok meghtározásához. A ChIP célja, hogy meghatározza a genomban azokat a specifikus helyeket, amelyhez különféle hisztonmódosítások kapcsolódnak, jelezve a hisztonmódosító fehérjék célpontját. A ChIP kulcsfontosságú technológia az epigenomika terén elért előrelépések szempontjából és az epigenetikai jelenségek megismerése szempontjából.
Röviden, a módszer hagyományos lépései a következők:
1. A DNS és a hozzá kapcsolódó fehérjék keresztkötése élő sejtekben vagy szövetekben a kromatinon (ez a lépés kimarad a natív ChIP-ből).
2. A DNS-fehérje komplexeket (kromatin) ezután ~500 bp DNS-fragmensekre daraboljuk ultrahanggal vagy nukleázos emésztéssel.
3. A vizsgálni kívánt fehérjével asszociált keresztkötött DNS-darabokat szelektíven immunprecipitáljuk a megfelelő fehérje-specifikus antitest alkalmazásával.
4. A fehérjékhez kapcsolt DNS darabokat izoláljuk és meghatározzuk szekvenciájukat. A specifikus DNS-szekvenciák feldúsulása a genom azon régióit képviseli, amelyekhez a kérdéses fehérje in vivo kapcsolódik.

### Keresztkötésen alapuló ChIP (XChIP)
A keresztkötésen alapuló ChIP elsősorban transzkripciós faktorok vagy más kromatinasszociált fehérjék DNS-célpontjának feltérképezésére alkalmas, és kiindulási anyagként reverzibilisen keresztkötött kromatint használ. A reverzibilisen keresztkötő szer lehet formaldehid. Ezután a keresztkötött kromatint általában ultrahanggal frgmentáljuk, így 300-1000 bázispár (bp) hosszúságú fragmentumokat kapnak. A 400-500 bp méretű kromatin fragmentumok alkalmasnak bizonyultak ChIP vizsgálatokhoz, mivel két-három nukleoszómát fednek le.
A kromatinban lévő sejttörmeléket ezután centrifúgálással eltávolítják, és a fehérje-DNS komplexeket szelektíven immunprecipitálják a kérdéses fehérje(k) elleni specifikus antitestek felhasználásával. Az antitesteket általában agarózhoz, szefarózhoz vagy mágneses gyöngyökhöz kapcsolják. Az immunprecipitált komplexeket (azaz a gyöngy–antitest–fehérje–cél DNS-szekvencia komplexet) ezután összegyűjtjük és mossuk, hogy eltávolítsuk a nem specifikusan kötött kromatint, a fehérje–DNS keresztkötés felbontjuk, és a fehérjéket proteináz K-val történő emésztéssel eltávolítjuk. 
A komplexhez kapcsolódó DNS-t ezután megtisztítják és polimeráz-láncreakcióval (PCR), microarray-ekkel (ChIP-on-chip), molekuláris klónozással és szekvenálással vagy közvetlen nagy áteresztőképességű szekvenálással (ChIP-Seq) azonosítják.

### A ChIP-seq
A kromatin-immunprecipitációs szekvenálás, más néven ChIP-seq kísérleti technika, amelyet a transzkripciós faktor kötődési események azonosítására használnak a teljes genomban. 
- Carrier ChIP (CChIP): Ez a megközelítés akár 100 sejtet is felhasználhat, ha Drosophila sejteket adnak hozzá hordozókromatinként, hogy csökkentsék a veszteséget és megkönnyítsék a célkromatin kicsapódását. Azonban nagyon specifikus primereket igényel az idegen hordozó kromatin háttérből a célsejt kromatin kimutatása, és ez két-három napot vesz igénybe.[4]
- Fast ChIP (qChIP): A gyors ChIP vizsgálat lerövidítette az időt azáltal, hogy lerövidítette az időt egy tipikus ChIP assay két lépésének lerövidítésével: (i) az ultrahangos fürdő felgyorsítja az antitestek célfehérjékhez való kötődésének sebességét – és ezáltal csökkenti az immunprecipitációs időt (ii) a gyantaalapú (Chelex-100) DNS-izolálási eljárás csökkenti a keresztkötések megfordításának és a DNS izolálásának idejét. A gyors protokoll azonban csak nagy sejtmintákra alkalmas (106-107 tartományban).[5][6] Legfeljebb 24 nyírt kromatin minta feldolgozható, így 5 óra alatt PCR-re kész DNS-t állíthatunk elő, lehetővé téve több kromatin faktor egyidejű vizsgálatát és/vagy a genomiális események több időpontban történő vizsgálatát.[7]

## Fordítás
Ez a szócikk részben vagy egészben  a   Chromatin immunoprecipitation című angol Wikipédia-szócikk ezen változatának fordításán alapul.  Az eredeti cikk szerkesztőit annak laptörténete sorolja fel. Ez a jelzés csupán a megfogalmazás eredetét és a szerzői jogokat jelzi, nem szolgál a cikkben szereplő információk forrásmegjelöléseként.